# Női 100 méteres gyorsúszás a 2017-es úszó-világbajnokságon
A 2017-es úszó-világbajnokságon a női 100 méteres gyorsúszás versenyszámának döntőjét Budapesten rendezték, a Duna Arénában. A győztes Simone Manuel lett.